# Blue Tory
Pour les articles homonymes, voir Tory (homonymie).
Les Blue Tories (pour « Tories bleus ») sont en politique canadienne des conservateurs de droite préoccupés par les politiques fiscales, par opposition aux conservateurs « rouges » ou Red Tories, qui tendent plus vers la gauche et le conservatisme social. Les Tories bleus prônent des politiques libérales comme la réduction du rôle de l'État dans l'économie, des réductions d'impôts et une plus grande décentralisation du pouvoir du gouvernement fédéral vers les provinces,.